# Jupiter Europa Orbiter

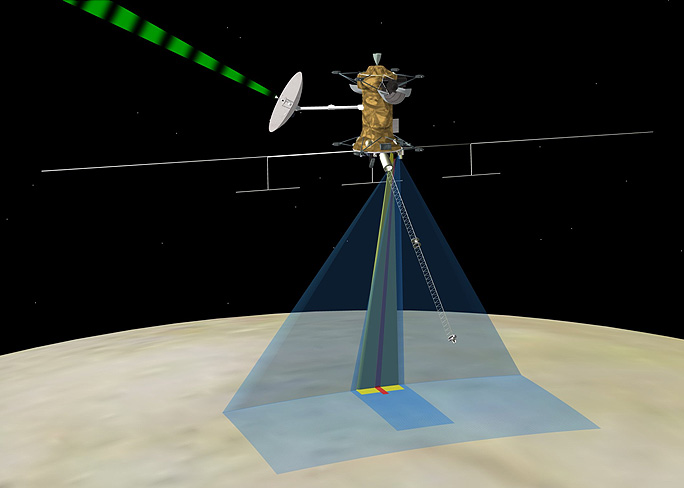
Umělecká představa sondy nad povrchem měsíce Europa

Jupiter Europa Orbiter byla součást mezinárodní mise Europa Jupiter System Mission plánované americkou agenturou NASA a evropskou ESA. Jupiter Europa Orbiter měl být součástí mise připravovanou Američany, start mise byl plánován na rok 2020, přílet k Jupiteru na rok 2026. Sonda měla zkoumat Jupiterovy měsíce Europa a Io a dále rovněž magnetosféru Jupiteru. Jejím hlavním cílem mělo být hledat důkazy o podpovrchovém oceánu na měsíci Europa. 
V roce 2015 Američané schválili méně nákladnou misi Europa Multiple-Flyby Mission, která je nyní ve fázi příprav. Zatímco původní návrh Jupiter Europa Orbiter, by vyšel na 2 až 4 miliony amerických dolarů, nově navržená mise má stát několikrát méně finančních prostředků. 